# Юферев, Аггей
Аггей Юферев (ум. 1604) — патриарший приказчик, вятский десятильник в Хлынове, начальное лицо над духовенством Вятской десятины (1593—1604), протопоп, протоиерей, представитель рода Юферевых. После пострижения в схиму принял имя Иосаф.

## Происхождение
Дедом Аггея был татарский мурза Юфер, что в 1504 году с большим отрядом татар прибыл в Москву на службу к великому князю Ивану III, а бабкой дочь великокняжеского дьяка дворянина Данилы Милославского. Аггей получил духовное образование в Москве и в чине иерея в 1593 году был назначен в город Хлынов на должность патриаршего приказчика (вятского десятильника), которую возглавлял до своей смерти в 1604 году.
Протопоп Аггей упоминается в Синодике Успенского Трифонова монастыря. На территории этого монастыря и похоронен.

## Потомки
Сын Аггея протопоп Софон и внук протопоп Степан (с 1615 по 1619) также занимали должность патриаршего приказчика (вятского десятильника), верховного лица вятского духовенства. Их дети и внуки руководили приходами во многих церквях губернии. Догие годы это будет влиятельнейшая священническая династия Вятки.
Одна из дочерей Аггея и его жены Евдокии вышла замуж за боярина Фёдора Елизарова. Их сын Григорий c 1607 по 1610 будет думным дьяком царя Василия Шуйского.
В 1614—1615 Степан Юферев сопровождал по указу царя Михаила Фёдоровича Великорецкий образ Николая Чудотворца из Хлынова в Москву и обратно. В «Повести о Великорецкой иконе» сказано: «А к Москве ездили с чюдотворным сим образом протопоп Стефан Софонеев сын Юферев, да поп Митрофан Лопатин, …»